# Sienna Green
Sienna Green (* 1. November 2004 in Sydney) ist eine australische Wasserballspielerin. Sie gewann mit der australischen Nationalmannschaft 2024 eine olympische Silbermedaille.

## Sportliche Karriere
Die 1,93 Meter große Sienna Green studiert an der University of California, Los Angeles und spielt für deren Sportteam. 2023 wurde Green mit der australischen Juniorinnenauswahl Neunte bei den U20-Weltmeisterschaften.
Green spielte 2022 erstmals in der Nationalmannschaft. Bei der Weltmeisterschaft 2024 in Doha verloren die Australierinnen im Viertelfinale mit 9:10 gegen die Mannschaft aus den Vereinigten Staaten und belegten schließlich den sechsten Platz. Fünf Monate später erreichte die australische Mannschaft beim olympischen Wasserballturnier in Paris das Halbfinale durch einen Viertelfinalsieg über die Griechinnen. Im Halbfinale bezwangen die Australierinnen das Team aus den Vereinigten Staaten nach Penaltyschießen. Im Finale unterlagen die Australierinnen den Spanierinnen mit 9:11. Green spielte im Finale 20 von 32 Minuten.